# 纤细吊石苣苔
纤细吊石苣苔（学名：Lysionotus gracilis）为苦苣苔科吊石苣苔属下的一个种。其种加词来源于拉丁文“gracilis”，意为“纤细的”。